# Ильинское (Калининский район)
Ильи́нское — село в Калининском районе Тверской области. Относится к Бурашевскому сельскому поселению. До 2006 года было центром Ильинского сельского округа.
Расположено в 30 км южнее Твери, на Тургиновском шоссе, до Тургиново — 8 км. Ильинский ручей (приток реки Скобры) отделяет село от деревни Слободка.

## История
В Списке населенных мест Тверской губернии 1859 года на Тургиновском торговом тракте значится казённая деревня Ильинская (33 версты от Твери, 74 двора, 480 жителей).
Во второй половине XIX — начале XX века деревня Ильинская относилась к Троицкому приходу Ильинской волости Тверского уезда. В 1886 году — 83 двора, 500 жителей, постоялый двор, кузница, водяная мельница, маслобойня, 3 теплицы, мелочная и мануфактурная лавки, торговые ряды.
В 1930—50-е годы Ильинское центр сельсовета в составе Тургиновского района Калининской области.
Во время Великой Отечественной войны Ильинское было оккупировано в октябре 1941 года, освобождено в декабре того же года. В селе братская могила советских воинов.
В 1997 году — 121 хозяйство, 417 жителей. Администрация сельского округа, центральная усадьба колхоза им. Морозова, мастерские, начальная школа, ДК, медпункт, КБО, отделение связи, магазин.

## Население
| 1859 | 1886 | 1997 | 2002 | 2010 |
| ---- | ---- | ---- | ---- | ---- |
| 480  | ↗500 | ↘417 | ↘394 | ↗401 |

## Инфраструктура
- Ильинский ФАП
- МУК Ильинский ДК
- МУ «Ильинская библиотека»
- АО им. Морозова